# Perlebandet
Perlebandet (norwegisch für Perlenkette) ist eine Reihe linear angeordneter Nunatakker im ostantarktischen Königin-Maud-Land. Im Gebirge Sør Rondane ragen sie 8 km nordwestlich der Tanngarden auf.
Norwegische Kartografen, die auch die deskriptive Benennung vornahmen, kartierten sie 1957 anhand von Luftaufnahmen, welche die United States Navy im Rahmen der Operation Highjump (1946–1947) erstellt hatten.